# Ак-Джар (Кочкорский район)
Ак-Джар (кирг. Ак-Жар) — село в Кочкорском районе Нарынской области Кыргызстана. Входит в состав Кум-Дебенского айылного аймака.

## География
Село расположено в северо-восточной части области, на левом берегу реки Кочкор, на расстоянии приблизительно 8 километров (по прямой) к западу от села Кочкорки, административного центра района.

## Население
Согласно оценочным данным Национального статистического комитета Кыргызской Республики, численность населения села на начало 2023 года составляла 2190 человек.
| год     | 2009 | 2014 | 2015 | 2020 | 2021 | 2023 |
| ------- | ---- | ---- | ---- | ---- | ---- | ---- |
| человек | 1678 | 2218 | 2073 | 2167 | 2207 | 2190 |